# European Air Transport
European Air Transport is een vrachtluchtvaartmaatschappij met als thuishaven Schkeuditz (Leipzig) in Duitsland. Zij levert expressdiensten voor DHL Express, maar ook ad-hocvrachtdiensten zoals het vervoeren van renpaarden. European Air Transport is gestationeerd op Luchthaven Leipzig/Halle. Tot 2008 was EAT gevestigd op luchthaven Zaventem bij Brussel in België.

## Code Data
- IATA Code: QY
- ICAO Code: BCS
- Roepletters: Postman

## Geschiedenis
De luchtvaartmaatschappij werd in 1971 door 4 piloten opgezet en begon datzelfde jaar met het leveren van diensten en in 1972 uitgebreid met een vliegschool. Deze werd in 1973 de Piper Flying School. VIP, ambulance en express cargocharters werden later toegevoegd. In 1986 kocht DHL Express European Air Transport voor het transporteren van goederen in Europa. In april 2008 heeft DHL Express de belangrijkste hub verplaatst van Brussel naar Leipzig in Duitsland. Dit heeft een reorganisatie van de huidige EAT en DHL Express in Brussel tot gevolg gehad.

## Luchtvloot
De luchtvloot van European Air Transport bestaat uit de volgende vliegtuigen:
| Toestel         | Totaal | Opmerkingen |
| --------------- | ------ | ----------- |
| Boeing 757-200  | 9      |             |
| Airbus A300-600 | 21     |             |
| Airbus A330-200 | 3      |             |